# لوك كيربي
لوك كيربي هو ممثل كندي، ولد في 21 يونيو 1978 في كندا.

## أعمال

### أفلام
- (2003) زجاج مكسر
- (2005) أفضل لعبة لعبت على الإطلاق
- (2009) آلام المخاض
- (2019) جلاس

### مسلسلات
- الإبتدائية[5][6][7]
- بيرسون أوف إنترست
- تصحيح
- ذا غود وايف
- السيدة مايزل الرائعة

## وصلات خارجية
- لوك كيربي على موقع IMDb (الإنجليزية)
- لوك كيربي على موقع روتن توميتوز (الإنجليزية)
- لوك كيربي على موقع ألو سيني (الفرنسية)
- لوك كيربي على موقع أول موفي (الإنجليزية)
- لوك كيربي على موقع قاعدة بيانات الأفلام السويدية (السويدية)
- لوك كيربي على موقع قاعدة بيانات الفيلم (الإنجليزية)
- لوك كيربي على موقع كينوبويسك (الروسية)